# Дисилан
Дисила́н — неорганічна бінарна сполука Кремнію з Гідрогеном складу Si2H6, представник ряду силанів. Дисилан являє собою безбарвний, легкозаймистий газ. Він був виділений Фрідріхом Велером з суміші силанів, що утворилися в результаті гідролізу зразка силіциду магнію. За деякими властивостями дисилан є аналогом етану.

## Фізичні властивості
Дисилан — безбарвний газ, надзвичайно легкозаймистий. Він зріджується за температури −132,5 °C і твердне при −14,3 °C. Як і всі силани він нерозчинний у холодній воді, проте активно реагує з гарячою водою.

## Отримання
Дисилан у складі суміші з іншими силанами отримують за реакцією гідролізу силіциду магнію або його взаємодії з кислотами:
{\displaystyle \mathrm {Mg_{2}Si+H_{3}PO_{4}\rightarrow Si_{n}H_{2n+2}+Mg_{3}PO_{4}\!} }
Виділення цільового продукту з суміші проводять фракційною перегонкою.

## Хімічні властивості
Дисилан є вибухонебезпечним при змішуванні з повітрям, при температурах вище 350 °C він розкладається:
{\displaystyle \mathrm {2Si_{2}H_{6}+7O_{2}\rightarrow 4SiO_{2}+6H_{2}O\!} }
{\displaystyle \mathrm {Si_{2}H_{6}\ {\xrightarrow {350-400^{o}C}}\ Si+(SiH_{2})_{2}+(SiH)_{2}+H_{2}\!} }
Активно взаємодіє з гарячою водою та лугами:
{\displaystyle \mathrm {Si_{2}H_{6}+4H_{2}O\ {\xrightarrow {hot\ water}}\ 2SiO_{2}+7H_{2}\!} }
{\displaystyle \mathrm {Si_{2}H_{6}+8NaOH(conc.)\rightarrow 2Na_{4}SiO_{4}+7H_{2}\!} }
Si2H6 проявляє відновні властивості:
{\displaystyle \mathrm {3Si_{2}H_{6}+14KMnO_{4}\rightarrow 6SiO_{2}+14MnO_{2}+14KOH+2H_{2}O\!} }

## Застосування
Дисилан використовується для добування надчистого кремнію, а також як проміжна сполука у синтезах кремнійорганічних сполук.